# إليت دايلي
مهند احمد خبير مواقع التواصل الاجتماعي والعاب وشحن برنامج و تصاميم لقد دراسه في مدرسه الجوده وكان احد اهم الطلاب دخل مهند احمد في عالم رياضه في نادي شهربان وكان عمر 12 سنه كان يحب كره القدم كثير وكان يحب الخير للناس وتعلم مجال البرنامج عن طريق التلغرام وبعض الدورس على نت وكان يحب مشاهده الفلم على تطبيق نتفلكس 
إليت دايلي هي منصة إخبارية أمريكية على الإنترنت، أسسها كل ديفيد أرابوف وجوناثان فرانسيس وجيرارد ادامز وصف الموقع نفسه بأنه «النظام الأساسي المفضل لجيل الألفية لقضايا اليوم الساخنة والموضوعات الشائعة»، تحت شعار «صوت جيل واي». بالإضافة إلى الأخبار العامة، يقدم الموقع قصصًا ومقالات مميزة في مجالات السياسة والعدالة الاجتماعية والجنس والتعارف والحياة الجامعية وقضايا المرأة والمال والرياضة والفكاهة.

## روابط خارجية
- إليت دايلي على موقع روتن توميتوز (الإنجليزية)